# Guardafrenos

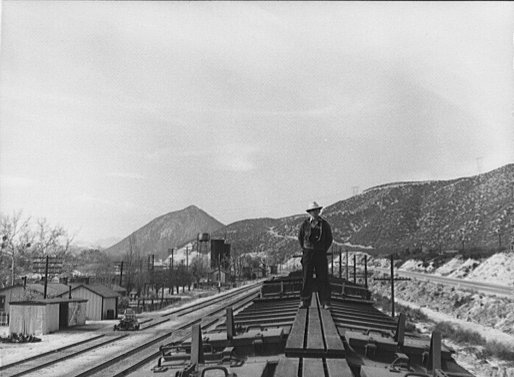
Guardafrenos.

Guardafrenos era el empleado que tenía a su cargo en los ferrocarriles la custodia y el manejo de los frenos. 
Estaba a las órdenes del jefe o conductor del tren a quien reemplazaba en caso necesario y durante las paradas en las estaciones solía desempeñar otros servicios como dar el nombre de las mismas, abrir y cerrar las portezuelas de los coches, vigilar y avisar sobre polizontes, etc.